# IC 3844
IC 3844 — галактика типу Sc (компактна спіральна галактика) у сузір'ї Гончі Пси.
Цей об'єкт міститься в оригінальній редакції індексного каталогу.